# Robert Fabri

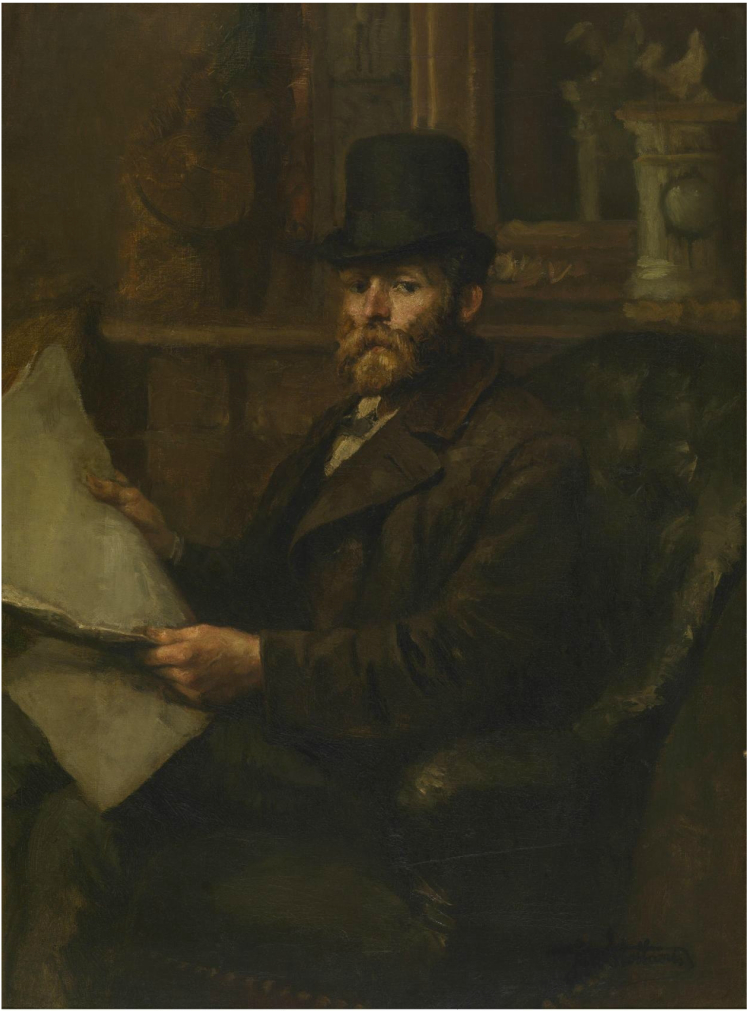
Portret van de beeldhouwer Robert Fabri, door Jan Stobbaerts

Robertus Joannes (Robert) Fabri (Antwerpen, 20 april 1839 – Antwerpen, 1 januari 1909) was een Belgisch beeldhouwer.

## Leven
Over het leven van Robert Fabri, ook Robrecht Jan Fabri genoemd, is weinig bekend. Hij werd te Antwerpen geboren als zoon van Guilielmus Fabri, bakker, en van Anna Catharina Wuyts. Hij volgde een kunstopleiding aan de Academie voor Schone Kunsten te Antwerpen. In 1859 won hij de in die tijd prestigieuze Prijs van Rome voor beeldhouwkunst met een bas-reliëf getiteld De laetste byeenkomst van Mozes en Aaron met pharao, na de dood der eerstgeboornen. In de jaren 1860-1862 verbleef hij in Rome, waar hij samen met Jan-Lodewijk Baeckelmans aankwam, die een jaar eerder de Prijs van Rome voor architectuur had gewonnen. In 1885 greep hij kennelijk naast een functie als leraar aan de Antwerpse Academie. In een krantenartikel van december 1885 werd vermeld dat de minister voor de klas van Beeldhouwwerk (4e graad) niet Robert Fabri had benoemd, nochtans als kandidaat voorgesteld door de bestuursraad en de gemeenteraad, maar in plaats daarvan Frans Deckers had verkozen. Daarna verdwijnt hij enigszins uit beeld.
De schilder Jan Stobbaerts schilderde een portret van Robert Fabri (thans in het Koninklijk Museum voor Schone Kunsten in Antwerpen).

## Werk
Voor de Kleine Zavel te Brussel maakte hij 2 van de 48 ambachtsbeelden: (I) de stoffenhandelaars en kousenmakers en (II) de zadel- en wagenmakers. Het Koninklijk Museum voor Schone Kunsten in Antwerpen bezit een marmeren beeld De wijn en twee gipsen beelden De Arabische kunst en De graveerkunst. Op het kerkhof van Elsene vervaardigde hij het grafmonument voor de dichter Johan Michiel Dautzenberg. In 1904 nam hij deel aan de Driejaarlijkse Tentoonstelling van Antwerpen met een bronzen groep Juno na het oordeel van Paris. In de Vlaamsche Kunstbode 19 staat vermeld dat hij een borstbeeld heeft gemaakt van de 84-jarige Vondel.